# Fatti avanti amore
Fatti avanti amore è un singolo del cantautore italiano Nek, pubblicato l'11 febbraio 2015 come primo estratto dal dodicesimo album in studio Prima di parlare.

## Descrizione
Il brano è stato composto da Nek insieme a Luca Chiaravalli, Andrea Bonomo e Gianluigi Fazio agli inizi del 2014, periodo in cui l'artista ha prodotto gli altri brani dell'album mentre per motivi di salute ha annullato il tour relativo al precedente album, Filippo Neviani. Si tratta di un brano pop rock molto ritmato, con sonorità tendenti alla musica dance.
Fatti avanti amore è stato presentato per la prima volta da Nek in occasione della partecipazione al Festival di Sanremo 2015, evento nel quale si è piazzato in seconda posizione nella graduatoria finale. Oltre al secondo posto ottenuto, nel medesimo evento il brano ha vinto i premi Miglior Arrangiamento e Sala Stampa "Lucio Dalla". Sul televoto per Fatti avanti amore durante l'ultima fase della competizione sono sorte delle polemiche. Sul brano, e sulla conclusione del festival, il cantautore commenta: «Mi ritengo un vincitore».
Nel 2017 il brano è stato inciso nuovamente da Nek insieme a Max Pezzali e a Francesco Renga e pubblicato come singolo il 4 gennaio 2018.

## Video musicale
Il videoclip, prodotto da Federica Filippini e Carlotta de Conti per la regia di Gaetano Morbioli, ha come location la Piscina Monte Bianco di Verona. Nel video, la trama si intreccia tra il cantante che interpreta il brano e una coppia in cui la ragazza deve affrontare una gara di nuoto, alla quale assiste anche Nek.

## Tracce
Testi e musiche di Filippo Neviani, Luca Chiaravalli, Andrea Bonomo e Gianluigi Fazio.
1. Fatti avanti amore – 3:23

## Formazione
Musicisti
- Filippo Nek Neviani – voce, chitarra elettrica, basso, batteria
- Max Elli – chitarra elettrica, chitarra acustica
- Chicco Gussoni – chitarra elettrica aggiuntiva
- Luca Chiaravalli – tastiera, programmazione
- Gianluigi Fazio – tastiera, chitarra acustica, programmazione
- Massimo Zanotti – arrangiamento strumenti ad arco

Produzione
- Filippo Nek Neviani – produzione
- Luca Chiaravalli – produzione, registrazione
- Marco Barusso – registrazione, missaggio
- Dario Valentini, Giordano Colombo – assistenza tecnica
- Antonio Baglio – mastering

## Classifiche

### Classifiche settimanali
| Classifica (2015) | Posizione massima |
| ----------------- | ----------------- |
| Italia            | 3                 |
| Svizzera          | 39                |

### Classifiche di fine anno
| Classifica (2015) | Posizione |
| ----------------- | --------- |
| Italia            | 65        |